# 유후와 친구들
《유후와 친구들》(YooHoo & Friends)는 대한민국,일본 오로라월드가 제작한 애니메이션으로 1기 부제는 〈그린을 찾아 함께 떠나는 세계여행〉(Travel Around the World to Find Greens)이다. 희귀 생물들이 주인공으로 등장하는 점이 특징이며, 다중지능 이론에 근거하여 제작되었다.

## 방영 일시
| 방영 채널 | 방영 기간                          | 방영 시간                       | 비고 |
| --------- | ---------------------------------- | ------------------------------- | ---- |
| KBS 2TV   | 2009년 7월 7일 ~ 2010년 1월 5일    | 화요일 오후 4시 40분 ~ 5시 10분 | 1기  |
| KBS 1TV   | 2013년 10월 26일 ~ 2014년 5월 24일 | 토요일 오후 2시 30분 ~ 3시      | 2기  |
| KBS 1TV   | 2015년 1월 10일 ~ 4월 11일         | 토요일 오후 2시 30분 ~ 3시      | 3기  |

주연
- 유후 : 갈라고(남자)
  - 주인공이며, 리더십이 있고, 침착하다. 미소를 잃지 않는 성격이다. 또한 남을 잘 섬기고 남을 먼저 생각하는 편이다. 명랑하고 낙천적인 편이다. 시즌 2부터는 덤벙대고 실수를 잘하며 예리한 성격으로 나온다. (리더십, 감정표현) 고향은 동 아프리카.
- 패미 : 사막여우(여자)
  - 상냥하고 친절한 소녀. 차분하고 낙천적이며 남을 잘 배려한다. 멀리 있는 소리마저 잘 듣는다. 청각이 잘 발달하였다. 시즌2에서부터는 리본을 달고 다닌다 또한 공주병이 심한 성격이라고 한다. (자기이해지능,배려) 고향은 아라비아의 작은 오아시스.
- 루디 : 카푸친 몽키(남자)
  - 아는 것이 많고, 똘똘하다. 항상 백과사전을 들고 다닌다. 시즌2에서부터는 안경을 쓴다. 안경을 벗으면 괴물이 된다.(발명가, 지혜) 고향은 북 아르헨티나강.
- 츄우 :붉은 다람쥐(여자)
  - 사고뭉치에 말괄량이다. 또한 주책맞고 덜렁이지만 천진난만하고 밝고 재주가 많은 소녀이다. 말버릇은 "뭐야,뭐야?", "뭔데,뭔데?".(재주) 고향은 영국 런던.
- 레미 : 여우원숭이(남자)
  - 내성적이고 까칠한 소년. 언제나 은밀한 것, 어두운 것,혼자 있기를 좋아한다. 하지만 남의 말은 고분고분 잘 따르고 따뜻한 성격이기도 하다. (내성적) 고향은 마다가스카르 섬.

악당 및 조연
- 미어캣 3형제(시즌 1에서는 악당으로 나왔으나,시즌2,시즌3 부터는 악당이 아닌 조연으로 나온다.)
- 웁스,쿱스
- 빅 보스

## 목소리 출연
- 전숙경 - 유후
- 송정희(1기), 이원찬(2기) - 레미
- 유지원 - 패미, 페피
- 한신정 - 포피, 츄우
- 엄상현 - 푸키, 루디
- 김두희 - 빅 보스, (쿱스) 악어
- 이원찬 - 웁스, 악어

## 제작진
- 기획 - 신동인 노희열(1,2,3기)
- 제작 - 최영일(3기)
- 총감독 - 이일웅, 김승화(3기)
- 감독 - 최경준
- 책임프로듀서 - 박현민(3기)
- 프로듀서 - 이순주(1,2,3기) , 임지만(1기) 이일웅(1,2,3기)
- 제작프로듀서 - 류수환, 전홍덕(3기)
- 애니메이션 프로듀서 - 하종민, 양선주(3기)
- 애니 제작 - 엔싹 엔터테인먼트 (1기) (주) 스튜디오 반달 (주) 매직영상 (2,3기)
- 마케팅 프로듀서 - 정미라, 김인숙 강소라(3기)
- 해외 마케팅 프로듀서 - 전소원, 김세한
- 프리 프로덕션
- 시나리오 - 금선화, 이지희(3기)
- 스토리보드 - 김승화, 조영대, 조석신, 유재운, 유정범(3기)
- 아트 디렉터 - 임지연
- 각본 - 가성진, 이재호(1기) 금선화, 이지희 (2기)
- 캐릭터 디자인 - 황영상(1기) (김승화, 유정, 이영신, 정유미, 김보라(2,3기))
- 배경 - 현지윤, 서지은, 안영현, 박지우, 박영은, 김도영, 송문정(3기)
- 배경 디자인 - 현지윤, 유정범(3기)
- 메인 프로듀서
- 레이아웃- 현지윤, 서지은, 김두환(3기)
- 원화, 동화, 컬러링 - 하종민, 고수정, 김가은, 박소정, 이영학

김송이, 윤현정, 이송원, 최민지, 구지현, 박보혜, 김지연, 장인선
정유림, 류수정, 남연주 엄유정(3기)
- 촬영, 편집
- 촬영 감독 - 김영진, 양정기(3기)
- 대본, 녹음
- 대본 - 하종민, 양선주(3기)
- 조연출 - 양정기(3기)
- 주제가, 음악, 음향
- 작사, 작곡 - 송현주(1기)
- 작사, 작곡 - 이태준, 이성장(2,3기)
- 노래 - 부천시립합장단(1기), 서가영(2,3기)
- 코러스 - 전숙경, 이원찬, 유지원, 한신정(2,3기)
- 녹음, 믹싱 - 이선주, 박민규, 이광우(3기)
- 음향 효과 - 이요섭(3기)
- 촬영 - 권한샘 , 박평원, 김두환(3기)
- 음향 감독 - 양승호, 천정규(1기) 김병찬(2기)
- 음악 - 이학래 (녹음), 루시미디어(1기) 이성장(작곡, 편곡) (2기)

이주미 사운드 디자인, 김기현 (믹싱)
- 녹음연출 - 김영호(1기) 이태준(2기) 신비(3기)
- 홍보 - 박정재(3기)
- 홈페이지 - 민지선 홍자인 KBS미디어 (3기)
- 종합편집
- 편집감독 - 유운모(3기)
- 컴퓨터 그래픽 - 황은서(3기)
- 연출 - 이순주(3기)
- 기획 - KBS
- 제작 - 오로라월드

## 방송 목록
| 회차       | 주제                                                    | 방영일         |
| ---------- | ------------------------------------------------------- | -------------- |
| 1          | 아기새가 된 츄우,사라진 그리닛                          | 2009년 7월 7일 |
| 2          | 바오밥나무의 비밀,누가 빨리 물을 구해올까요?            | 7월 14일       |
| 3          | 빅토리아 폭포를 건너자,파란머리 사자                    | 7월 21일       |
| 4          | 으악 괴물이 나타났다!,유후를 찾아라                     | 7월 28일       |
| 5          | 그린 씨앗을 잡아라,미어캣 삼형제를 만나다               | 8월 4일        |
| 6          | 미어캣 삼형제는 못 말려,백과사전을 도둑맞았어요         | 8월 11일       |
| 7          | 사막의 낙원을 찾아서                                    | 8월 18일       |
| 8          | 피라미드의 수수께끼,요정들의 굴뚝을 찾아서              | 8월 25일       |
| 9          | 흡혈박쥐는 무서워,씨앗이 호수에 빠졌어요                | 9월 1일        |
| 10         | 음악가 루니,멋쟁이 스라소니                             | 9월 8일        |
| 11         | 씨앗 주머니는 누구 것일까요,알타미라 동굴의 비밀        | 9월 15일       |
| 12         | 반짝이는 돌 조각을 찾아라,막내 미어캣과 친해진 츄우     | 9월 22일       |
| 13         | 잠자는 숲 속의 패미,알타이 산맥을 넘다                  | 9월 29일       |
| 14         | 판다 링링                                               | 10월 6일       |
| 15         | 엉텅리 명상가를 만나다,루디 친구들을 떠나다             | 10월 20일      |
| 16         | 발명왕 미어캣,아기 보기는 힘들어                        | 10월 27일      |
| 17         | 수다쟁이 조시를 만나다,보이지 않는 섬을 찾아서          | 11월 3일       |
| 18         | 눈 원숭이들에게 잡히다,또 하나의 파라다이스             | 11월 10일      |
| 19         | 파라다이스의 비밀,두 개의 씨앗                          | 11월 17일      |
| 20         | 남극의 꼬마펭귄 쿠키,미어캣 삼형제의 음모               | 11월 24일      |
| 21         | 마추픽추 공놀이 대회,눈이 나쁜 안경곰                   | 12월 1일       |
| 22         | 안녕 분홍 돌고래,루디의 잠수함                          | 12월 8일       |
| 23         | 선인장 사막,뜨거워 조심해                               | 12월 15일\|    |
| 24         | 씨앗주머니를 빼앗기다,미어캣 삼형제 씨앗주머니를 구하다 | 12월 22일      |
| 25         | 비버 형제의 댐 쌓기,레미 우리를 구해줘                  | 12월 29일      |
| 최종화(26) | 가자 북극으로,다시 찾은 그리닛                          | 2010년 1월 5일 |

### 시즌2
| 회차 | 방송일          | 부제                                         |
| ---- | --------------- | -------------------------------------------- |
| 1    | 2013년10월 26일 | 천재는 1%의 영감과 99%의 장난기로 만들어진다 |
| 1    | 2013년10월 26일 | 패미 마돈나                                  |
| 2    | 11월 2일        | 리더는 괴로워                                |
| 2    | 11월 2일        | 물은 소중해                                  |
| 3    | 11월 9일        | 착한 악당                                    |
| 3    | 11월 9일        | 가짜 유토피아                                |
| 4    | 11월 16일       | 고양이 방울                                  |
| 4    | 11월 16일       | 덥다 더워                                    |
| 5    | 11월 23일       | 우리는 친구                                  |
| 5    | 11월 23일       | 사랑에 빠진 웁스와 쿱스                      |
| 6    | 11월 30일       | 보물선을 찾아라                              |
| 6    | 11월 30일       | 먹을 것이 없어                               |
| 7    | 12월 7일        | 루디의 발명품                                |
| 7    | 12월 7일        | 몽유병 괴물                                  |
| 8    | 12월 14일       | 신비의 샘물                                  |
| 8    | 12월 14일       | 감기에 걸린 츄우                             |
| 9    | 12월 21일       | 크리스마스의 해프닝                          |
| 9    | 12월 21일       | 웁스쿱스의 과거                              |
| 10   | 12월 28일       | 개미와 유후                                  |
| 10   | 12월 28일       | 시끄럽지만 시끄럽지 않아                     |

### 파트2
| 회차       | 방송일         | 부제                     |
| ---------- | -------------- | ------------------------ |
| 11         | 2014년 1월 4일 | 모두 모두 해피 뉴 이어   |
| 11         | 2014년 1월 4일 | 바다 속 검은 샘          |
| 12         | 1월 18일       | 공룡 대소동              |
| 12         | 1월 18일       | 루디 없인 못 살아        |
| 13         | 1월 25일       | 내가 제일 잘 나가        |
| 13         | 1월 25일       | 두 얼굴의 루디           |
| 14         | 2월 1일        | 가짜 친구들              |
| 14         | 2월 1일        | 전설의 펭귄              |
| 15         | 2월 8일        | 사라진 패미              |
| 15         | 2월 8일        | 패미를 찾아라            |
| 16         | 2월 15일       | 냄새가 지독해            |
| 16         | 2월 15일       | 라디오 디제이와 패미     |
| 17         | 2월 22일       | 스파이가 된 카라멜       |
| 17         | 2월 22일       | 잘못된 선물              |
| 18         | 3월 1일        | 달콤한 발렌타인 보내기   |
| 18         | 3월 1일        | 소중한 꿀벌들            |
| 19         | 3월 15일       | 츄우의 꿈                |
| 19         | 3월 15일       | 누가 형이야?             |
| 20         | 3월 22일       | 피카소 - 그리니카의 탄생 |
| 20         | 3월 22일       | 사라진 태양              |
| 21         | 3월 29일       | 전기가 부족해            |
| 21         | 3월 29일       | 육지에 온 바다생물       |
| 22         | 4월 5일        | 그리닛의 바보는 누구?    |
| 22         | 4월 5일        | 빅보스는 누구일까?       |
| 23         | 4월 12일       | 꼬마유령                 |
| 23         | 4월 12일       | 최고의 친구들            |
| 24         | 4월 26일       | 루디와 함께 춤을         |
| 24         | 4월 26일       | 레미가 달라졌어요        |
| 25         | 5월 3일        | 잠자는 숲속의 패미       |
| 25         | 5월 3일        | 오염된 신비의 샘물       |
| 26         | 5월 10일       | 공포의 사막을 건너라     |
| 26         | 5월 10일       | 물풍선을 차지하라        |
| 27         | 5월 17일       | 비처럼 홍수처럼          |
| 27         | 5월 17일       | 땅에 구멍이 생겼어       |
| 최종화(28) | 5월 24일       | 휴가가 필요해            |
| 최종화(28) | 5월 24일       | 빅보스의 정체            |

### 3기
| 회차       | 방송일          | 부제                 |
| ---------- | --------------- | -------------------- |
| 1          | 2015년 1월 10일 | 인어의 전설          |
| 1          | 2015년 1월 10일 | 성화봉송 대작전      |
| 2          | 1월 17일        | 내 어릴적 꿈         |
| 2          | 1월 17일        | 루디의 비밀책        |
| 3          | 1월 24일        | 박쥐는 누구 편일까?  |
| 3          | 1월 24일        | 할로윈 대소동        |
| 4          | 1월 31일        | 매일매일 추수감사절  |
| 4          | 1월 31일        | 돌아온 태권 호랑이   |
| 5          | 2월 7일         | 소원을 들어줘        |
| 5          | 2월 7일         | 이상한 호두까기 인형 |
| 6          | 2월 14일        | 달려라 유후          |
| 6          | 2월 14일        | 패션왕 웁스쿱스      |
| 7          | 2월 28일        | 나무를 지켜라        |
| 7          | 2월 28일        | 수다쟁이의 탄생      |
| 8          | 3월 14일        | 그리닛은 우리땅      |
| 8          | 3월 14일        | 달팽이의 꿈          |
| 9          | 3월 21일        | 그리닛이 최고야      |
| 9          | 3월 21일        | 고약한 향수          |
| 10         | 3월 28일        | 감기 대소동          |
| 10         | 3월 28일        | 나는 누구일까        |
| 최종화(11) | 4월 11일        | 이상한 소            |
| 최종화(11) | 4월 11일        | 빨리 빨리            |

## 줄거리

### 1기
다섯 친구들이 사이좋게 그리닛과 생명의 나무를 가꾸며 평화로운 나날을 지내고 있었다.
하지만, 지구의 환경 오염으로 인해 그리닛의 생명의 나무는 점점 시들어가고 결국, 유후와 친구들의 실수로 생명의 나무에 매달려 있던 그린 씨앗이 지구로 날아가 버린다. 그리닛에는 암흑이 깔리고 루디의 백과사전을 통해 생명의 나무를 살려내지 못하면 그리닛이 영원히 사라지게 된다는 사실을 알게 된 그들은 그리닛을 구하기 위해 그린 씨앗을 찾으러 지구로 떠난다.
유후와 친구들은 그린 씨앗을 찾기 위해 세계 곳곳을 여행하며 때로는 위험에 빠진 친구들을 돕기도 하고 때로는 새로운 친구들의 도움을 받으면서 그린씨앗을 하나하나 모은다.

### 2~3기
유후와 친구들은 전세계를 찾아다니며 그린씨앗을 모아 그리닛을 되찾게 된다.
그러던 어느날, 빅 보스가 신비의 샘물을 알고 이를 돈벌이 수단에 쓰려고 한다. 그는 웁스와 쿱스를 이용해 그리닛에 사는 동물들을 몰아내고 공장을 세우기 위해 자연을 오염시킨다.

## 기타
- KBS 1TV 《기업 열전 K1》 제10회에 출연한 오로라월드 관계자가 네덜란드, 러시아, 벨기에, 룩셈부르크, 카타르 등지에 수출한 적이 있음을 밝혔다.
- 2011년 4월에는 위의 작품을 각색한 뮤지컬이 초연되었다. 제작사는 DS뮤지컬컴퍼니이다.[1]

## 같이 보기
- 오로라월드